# Delete (SQL)
DELETE est une commande SQL qui supprime un ou plusieurs tuples dans une table d'une base de données relationnelle. Il est possible de détruire  tous les enregistrements ou un sous-ensemble défini à l'aide d'une condition.

## Forme basique
La commande DELETE a la syntaxe suivante :
```
DELETE
 
FROM
 
table
 
WHERE
 
condition

```